# NGC 1073
NGC 1073 је спирална галаксија у сазвежђу Кит која се налази на NGC листи објеката дубоког неба.
Деклинација објекта је + 1° 22' 34" а ректасцензија 2h 43m 40,3s. Привидна величина (магнитуда) објекта NGC 1073 износи 10,8 а фотографска магнитуда 11,5. Налази се на удаљености од 15,2000 милиона парсека од Сунца. NGC 1073 је још познат и под ознакама UGC 2210, MCG 0-8-1, CGCG 389-2, IRAS 02411+0109, PGC 10329.